# Gaming (Dolna Austria)
Gaming – gmina targowa w Austrii, w kraju związkowym Dolna Austria, w powiecie Scheibbs. Według danych Austriackiego Urzędu Statystycznego liczyła 3 186 mieszkańców (1 stycznia 2014).

## Współpraca
Miejscowości partnerskie:
- Bad Sassendorf, Niemcy
- Groß-Siegharts, Dolna Austria